# Осија (Калиновик)
Осија је насељено мјесто у општини Калиновик, Република Српска, БиХ. Према попису становништва из 1991. у насељу је живјело 15 становника. Према попису становништва из 2013. у насељу Осија није живио ниједан становник.
Овде се налази Храм Свете Тројице у Осији.

## Географија
Осија се налазе на надморској висини од око 1020 метара.

## Становништво
Према попису становништва из 1991. године, мјесто је имало 15 становника.
| Националност | 1991. |
| Срби         | 15    |
| Укупно       |       |

| Демографија | Демографија | Демографија |
| Година      | Становника  | Становника  |
| ----------- | ----------- | ----------- |
| 1961.       | 94          |             |
| 1971.       | 47          |             |
| 1981.       | 23          |             |
| 1991.       | 15          |             |
| 2013.       | 0           |             |